# 城关镇 (清丰县)
城关镇，是中华人民共和国河南省濮阳市清丰县下辖的一个乡镇级行政单位。
1984年1月，城关公社改为城关镇。

## 行政区划
城关镇下辖以下地区：
西关村、南关村、张仪庄村、新立街村、黄庄村、李家庄村、候窑村、孙庄村、姜骆楼村、双楼村、黄骆楼村、四合楼村、程园村、北关村、闫石庄村、高庄村、八寨村、葛营村、南街村、东街村、西后街村、姚庄村、坑李家村、东关村和张庄村。